# Virginia Apgar

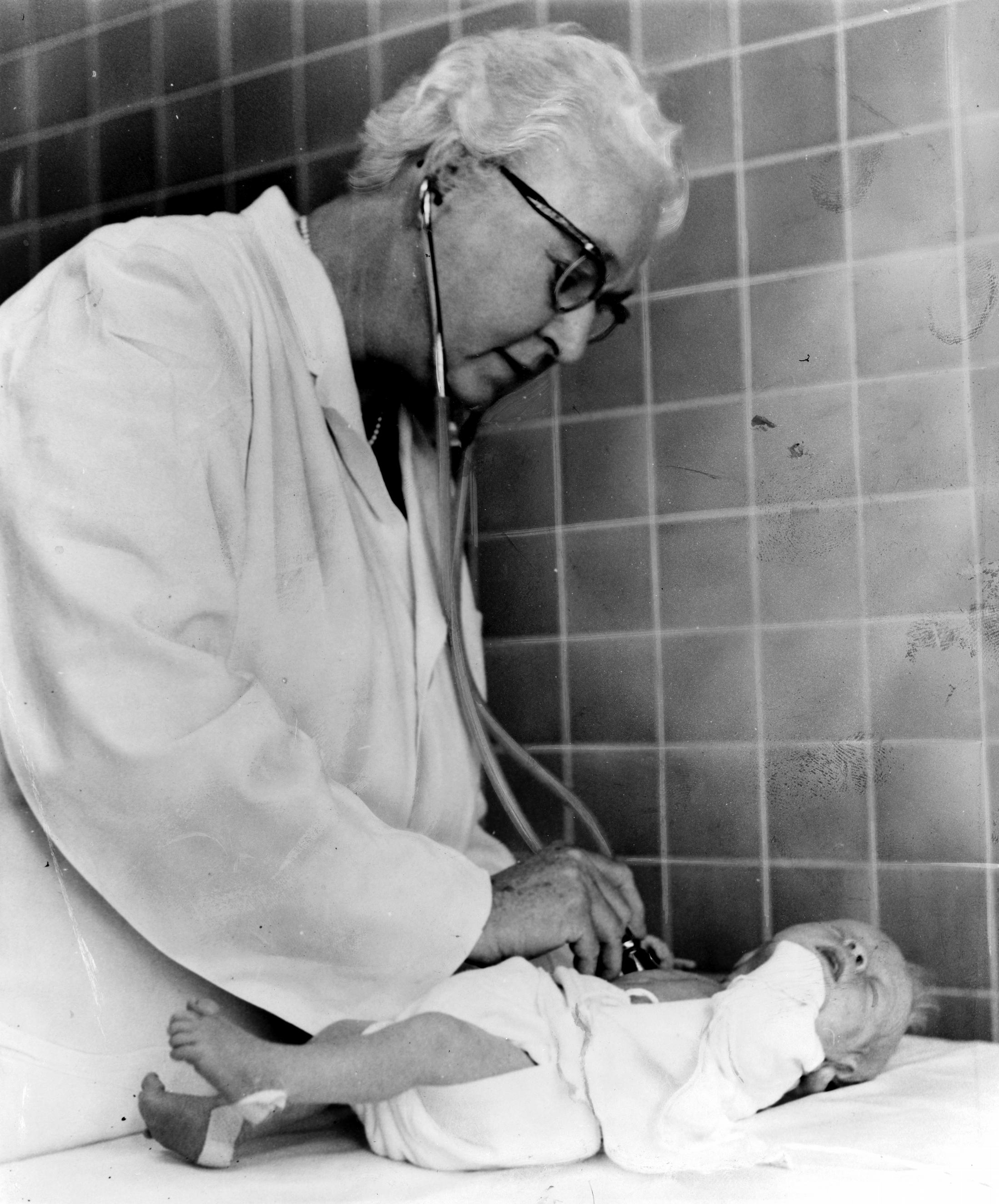
Virginia Apgar

Virginia Apgar (ur. 7 czerwca 1909 w Westfield, zm. 7 sierpnia 1974 w Nowym Jorku) – amerykańska lekarka, specjalizująca się w anestezjologii i pediatrii. Znana jest z wprowadzenia skali Apgar, służącej do określania stanu noworodków.

## Życiorys
Urodziła się 7 czerwca 1909 r. w Westfield w New Jersey jako najmłodsze z trójki dzieci. Wybitnie uzdolniona, w okresie młodości była najlepsza w większości przedmiotów i w sporcie, a ponadto występowała w szkolnym teatrze, grała na skrzypcach i pisała do szkolnej gazetki. Po ukończeniu Westfield High School w 1925 r., w tym samym roku ubiegała się o przyjęcie do Mount Holyoke College, którą ukończyła w 1929 r., uzyskując tytuł w dziedzinie zoologii. By opłacić naukę podejmowała różne prace dorywcze, m.in. łapanie kotów do doświadczeń w laboratorium fizjologii. W 1929 r., jako jedna z 9 kobiet na liczącym 90 osób roku, rozpoczęła studia w nowojorskim Columbia University College of Physicians & Surgeons. By opłacić studia, wzięła kredyt. W 1933 r. ukończyła studia jako czwarta na roku.
Po studiach odbyła trzyletni staż i rezydenturę w Presbyterian Hospital prowadzonym przez Columbia University jako rezydentka chirurgii. Za namową dr Allena Whipple’a, ordynatora oddziału chirurgii, postanowiła zająć się anestezjologią, a nie bardziej wymagającą fizycznie chirurgią. Ta dziedzina medycyny nie była jednak wówczas uważana za odrębną specjalizację, nie była powszechnie nauczana, a zadania anestezjologa wykonywała przeszkolona pielęgniarka tylko kilku lekarzy w USA zajmowało się tą tematyką, a w całym kraju istniało tylko 13 kursów anestezjologicznych, które trwały od dwóch tygodni do trzech lat.
Po zakończeniu rezydentury w Presbyterian Hospital Apgar przez rok uczestniczyła w kursie pielęgniarek anestezjologicznych. Dopiero pod koniec 1936 r. dr Ralph Waters z Uniwersytetu Wisconsin-Madison zaoferował jej zostanie pierwszą słuchaczką w jego kursie anestezjologicznym. Pierwszym w USA ośrodkiem kształcenia anestezjologów był Instytut Anestezjologii Uniwersytetu Wisconsin-Madison, na którym Apgar studiowała przez pół roku w 1936 r. W następnym roku odbyła dwie półroczne rezydentury, w University of Wisconsin-Madison i w Bellevue Hospital w Nowym Jorku i w 1937 r. została pierwszą certyfikowaną anestezjolożką.
Po powrocie do Columbia Presbyterian Hospital otrzymała posadę dyrektora Instytutu Anestezjologii. Ze względu na niski prestiż anestezjologii i niższe wynagrodzenia w tej specjalizacji, Apgar nie zdołała pozyskać lekarzy na wakujące etaty, wobec czego w 1938 r. zaczęła kształcić studentów na podstawie napisanego z pielęgniarką Anne Penland podręcznika Notes on Anaesthesia i do 1949 r. samodzielnie ukończyła organizować Instytut Anestezjologii. W latach 1949–1959 była profesorem anestezjologii w College of Physicians and Surgeons, dzięki czemu została pierwszą na Columbia University of New York kobietą na pełnym etacie profesorskim.
W reakcji na wysoką śmiertelność noworodków, do której przyczyniał się brak ujednoliconej procedury oceny żywotności dziecka, w 1949 opracowała zestaw parametrów, które anestezjolog miałby obowiązek monitorować podczas zabiegu chirurgicznego (skalę Apgar), używany do oceniania stanu noworodków. Po raz pierwszy zaprezentowała go w 1952 r., a opublikowała rok później, zaś w 1954 r. została ona wprowadzona w Europie.
W następnych latach Apgar kontynuowała badania, m.in. nad kwasicą u noworodków. W 1958 roku wzięła urlop, podczas którego pogłębiała wiedzę ze statystyki, a w następnym roku uzyskała dyplom w zakresie zdrowia publicznego na Uniwersytecie Johnsa Hopkinsa. Przyjęła także stanowisko dyrektora nowo założonego oddziału wad wrodzonych w National Foundation for Infantile Paralysis, a od 1967 do 1972 r. pełniła funkcję dyrektora ds. badań podstawowych, zaś od 1973 r. wiceprezydenta ds. medycznych. Przy pomocy publicystki Joan Beck wydała w 1973 r. książkę Is My Baby All Right?, która stanowiła kompendium wiedzy o poczęciu, ciąży i porodzie, która stała się bestsellerem. Była jedną z pierwszych osób, które dostrzegły znaczenie genetyki dla nauk medycznych i w 1973 r. została wykładowcą genetyki medycznej w Johns Hopkins School of Public Health. Autorka ponad 60 artykułów naukowych.
W wolnym czasie zajmowała się grą w golfa, łowieniem ryb, kolekcjonowaniem znaczków pocztowych, pilotażem, grą na skrzypcach i ogrodnictwem. W tej ostatniej dziedzinie jej osiągnięciem było wyhodowanie orchidei, którą nazwano jej nazwiskiem.
Zmarła 7 sierpnia 1974 r. w Columbia Presbyterian Medical Center w wyniku postępującej choroby wątroby. Nie miała męża ani dzieci.
W 1961 r. otrzymała American Society of Anesthesiology Distinguished Service Award i została wyróżniona przez Amerykańską Akademię Pediatrii i Amerykańskie Kolegium Położników i Ginekologów. Była także pierwszą kobietą laureatką Gold Medal for Distinguished Achievement in Medicine, nadawanym przez Columbia University College of Physicians and Surgeons. Została uhonorowana tytułem Woman of the Year in Science and Research. W 1995 r. została wprowadzona do National Women’s Hall of Fame.
W 1975 r. Amerykańska Akademia Pediatryczna ustanowiła nagrodę imienia Virginii Apgar. Jest ona corocznie przyznawana przez Akademię za szczególne zasługi na polu pediatrii perinatalnej.